# Бригада Лассаля (Франция)
Бригада лёгкой кавалерии Лассаля (фр. brigade de cavalerie légère Lasalle) — формирование лёгкой кавалерии (соединение, бригада), созданное Наполеоном в сентябре 1806 года для действия в составе резервной кавалерии Великой Армии.
С декабря 1806 года по май 1807 года — бригада лёгкой кавалерии Латур-Мобура (фр. brigade de cavalerie légère Latour-Maubourg).
C мая 1807 года по июнь 1810 года — бригада лёгкой кавалерии Пажоля (фр. brigade de cavalerie légère Pajol).

## История бригады

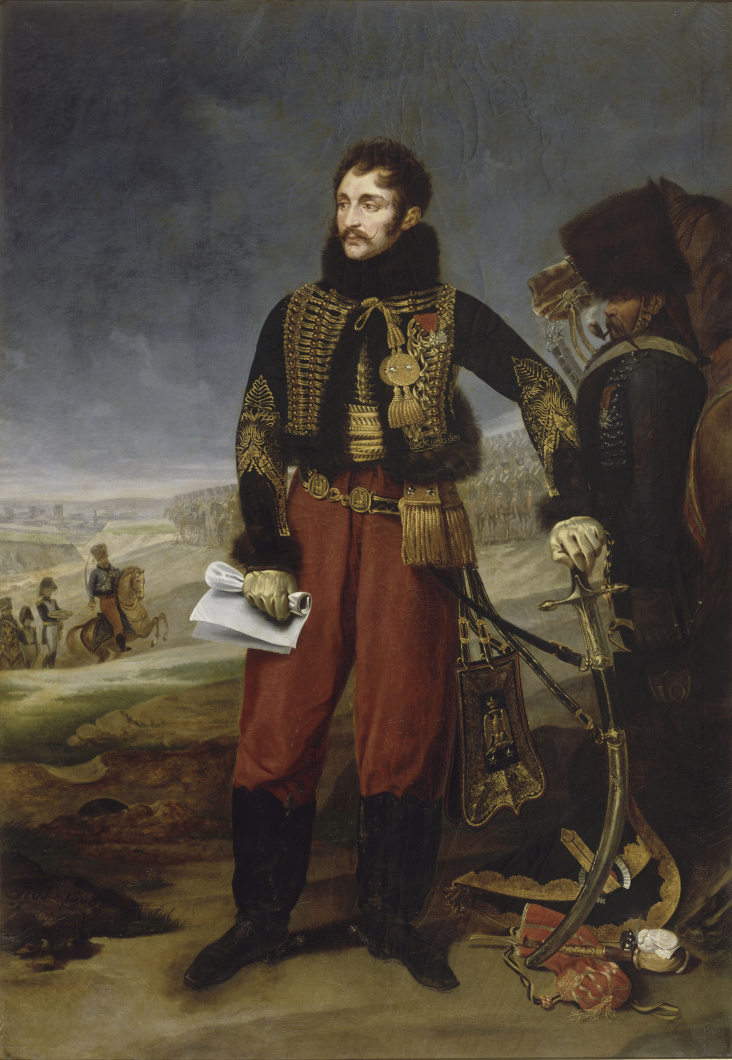
Генерал Лассаль принимает капитуляцию гарнизона Штеттина 29 октября 1806 года, художник Антуан-Жан Гро, 1808 год.

### Формирование бригады
20 сентября 1806 года, перед началом Прусской кампании, Наполеон создал в составе резервной кавалерии принца Мюрата две бригады лёгкой кавалерии. В бригаду генерала Лассаля вошли:
- 5-й гусарский полк (полковник Франсуа Шварц, 44 года)
- 7-й гусарский полк (полковник Даниэль Маркс, 45 лет)[1].

Генерал Шарль Лассаль (31 год) был легендарной личностью во французской кавалерии. Его подвиги Бонапарт мог лицезреть в ходе Первой Итальянской и Египетской кампаний.

### Начало Прусской кампании
Бригада, действуя в авангарде резервной кавалерии Великой Армии, прошла Франконский лес, и 3 октября имела первые столкновения с противником у Кревица и Йеница. 5 октября Мюрат написал Наполеону, и сообщил, что оба гусарских полка полностью готовы к кампании, и обеспечены лошадьми. 11 октября бригада заняла Геру. 12 числа после полудня гусары получили приказ от Мюрата:
«Идти на Мельзен, разведать, что делается у Пегау, Лейпцига, Вайсенфельса и Наумбурга, посеять ужас в тылах врага, куда скоро прибудет император, чтобы отрезать неприятелю дорогу на Берлин. Захватить обозы и прежде всего — собрать сведения». К селениям приближаться запрещено, крестьяне могут увидеть французских кавалеристов и предупредить врага.
В 16 часов того же дня Лассаль отряжает к Вайсенфельсу эскадрон Менье из 5-го гусарского. Ночью разведчики из 5-го гусарского натолкнулись на саксонский разъезд у Мельзена. Головная рота за несколько минут отбросила 50 саксонских шеволежеров в овраг Ворлиц. Эскадрон Матиса из 7-го гусарского направляется к Пегау.
Отряд капитана Пире, командира элитной роты 7-го полка, направляется к Лейпцигу через Пегау. В отряд Пире входят по 25 гусар из обоих полков под командованием Квака из 5-го и Кюрели из 7-го; Дам, вахмистр 5-го, возглавляет авангард.
К десяти вечера, бесшумно двигаясь по обочинам дороги, французы подошли к окрестностям Пегау. Гусарам было запрещено разговаривать и курить, дабы не привлечь к себе внимание. Захватив саксонского солдата, люди Пире узнали, что два гарнизонных батальона накануне покинули город, и ушли в сторону Дрездена, в городе остались только 50 гренадеров. При входе в город — только один пост с двумя часовыми. В городе много народу по случаю ярмарки. Отряд 5-го, который должен захватить пост, спешивается. Кюрели остаётся верхом во главе своего отряда. Быстро проведя операцию и связав часовых, Пире отправляется на главную площадь, и захватывает пикет, который охраняет обоз. Затем требует от мэра 100,000 порций фуража для войск Мюрата, и покидает город. В это же время через Галлеские ворота из Вайсенфельса прибывает командир эскадрона Меда во главе сотни сабель 7-го полка с информацией, что прусская армия поспешно отступает на Мерзебург, Галле и Магдебург.

### После Йены. Цеденик
После полного разгрома прусских войск в двойном сражении при Йене и Ауэрштедте, бригада Лассаля получила приказ начать преследование отступающего врага в направлении на Ораниенбург. Заняв данный город, 26 октября в 7.30 бригада выдвинулась на Цеденик, где около полудня атаковала отряд генерал-майора Шиммельпфенинга в 1300 человек. Пруссаки какое-то время держались, однако вскоре на помощь гусарам подошли дивизии драгун Груши и Бомона. В отчаянии в атаку на гусар был брошен 5-й королевский драгунский полк, который смог остановить продвижение французов и отбросить их, но затем пруссаки сами были контратакованы драгунами Груши, в результате чего полк был практически полностью уничтожен. В этом бою пруссаки потеряли одно знамя, 14 офицеров и 250 человек убитыми, ранеными, или захваченными в плен.

### Пренцлау
28 октября Лассаль прибыл к Пренцлау с 5-м полком, но не решился вступать в город, уже занятый пруссаками. Он послал сообщение Императору о присутствии здесь колонны князя Гогенлоэ (10 000 человек при 64 орудиях). Затем он попытался прибегнуть к хитрости, послав к противнику капитана Юга (фр. Hugues), якобы парламентёра от герцога Берга, с целью задержать продвижение противника у Пренцлау как можно дольше. Однако хитрость не удалась. К 10 часам к крепости подошёл Мюрат с двумя дивизиями драгун, и приказал Лассалю отрезать пруссакам дорогу на Густов, а также атаковать северные ворота города, что бригада с успехом и сделала. В итоге вся прусская армия со всей артиллерией была вынуждена сдаться французам.

### Штеттин

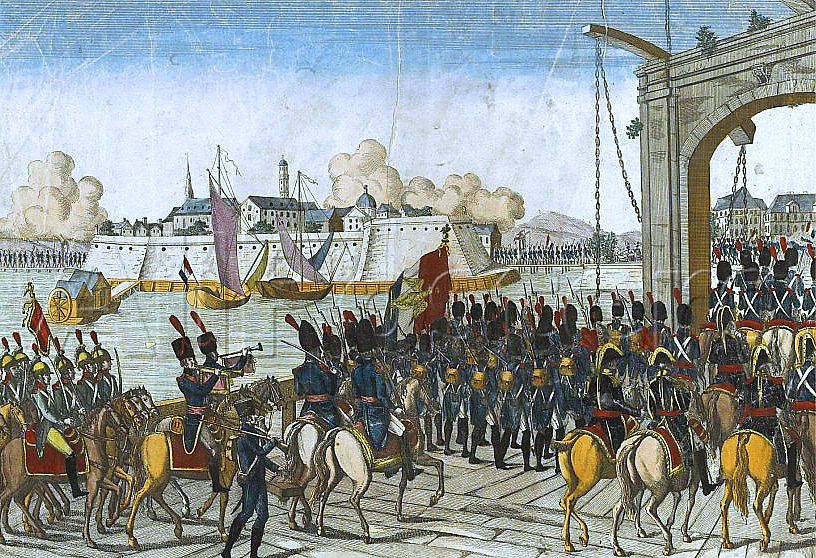
Взятие Штеттина.

На следующий день (29 октября) Лассаль, во главе своей бригады, появился под крепостью Штеттин, хорошо укреплённой и снабжённой и имевшей гарнизон в 5300 человек при 281 орудии, и потребовал её сдачи, имея под рукой только около 800 кавалеристов. Комендант Штеттина, генерал-лейтенант Фридрих Ромберг, сначала ответил отказом. Тогда в 16 часов Лассаль отправил ему более жёсткое послание, угрожая взять город штурмом, и утверждая, что за ним идёт 30,000 корпус Ланна, который в действительности был ещё очень далеко. Пожилой прусский генерал испугался и вступил в переговоры, после чего в 2 часа ночи подписал капитуляцию, по которой гарнизон должен был в 8 часов утра дефилировать из крепости и сдаться в плен.
Лассаль тотчас же послал об этом донесение Мюрату, прося у него пехоты. К 8 часам утра прибыл, однако, всего один полк с 2 орудиями. Вышедшие из крепости прусские войска, заметив незначительность французского отряда, решили сопротивляться. Тогда Лассаль отчаянной атакой рассеял их по равнине, а подошедшая тем временем пехота Виктора положила конец бою. По этому случаю Наполеон писал Мюрату: «Если ваши гусары берут крепости, то мне остаётся расплавить тяжёлую артиллерию и распустить инженеров».
После взятия крепости бригада участвовала в преследовании генерала Блюхера. 5 ноября вместе с корпусом Бернадота штурмовала Любек, принудив пруссаков к капитуляции.
Как энергично действовал Лассаль в течение этой кампании, видно из того, что с 7 октября по 7 ноября 1806 года его бригада ежедневно делала в среднем по 41 км, а в экстренных случаях — вдвое больше.

### Голымин

Лассаль при Голымине.

В битве при Голымине 26 декабря 1806 года его бригада действовала против 12-15 орудийной русской батареи. Получив приказание атаковать русскую артиллерию, бригада двинулась вперёд, как вдруг послышался крик «стой», повторившийся по всей линии. Эскадроны остановились, ряды разорвались, а затем, в силу ничем необъяснимой паники, кинулись назад в таком беспорядке, что только через полчаса их удалось собрать снова. Из всей бригады только элитная рота 7-го гусарского, размещённая непосредственно позади самого генерала, по-прежнему оставалась твёрдо на своих постах. Лассаль был в ярости. Он повёл бригаду опять вперёд, поставил её под выстрелы неприятельских орудий и держал таким образом неподвижно до полуночи, при этом сам находился на 20 шагов впереди своих солдат, оставаясь абсолютно спокойным под огнём противника. Бригада понесла чувствительные потери, а под Лассалем было убито 2 лошади. Затем он, наконец, собрал свою бригаду, и при поддержке драгун Клейна атаковал противника во фланг. Русские были разбиты и бежали под прикрытие своей артиллерии.

### Дальнейшие события

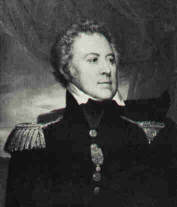
Генерал Латур-Мобур.

30 декабря 1806 года Лассаль был повышен в звании до дивизионного генерала, и возглавил дивизию лёгкой кавалерии, в которую вошли «Адская бригада», бригада Брюйера и бригада Ватье. Повышение получили также оба полковника: Франсуа Шварц и Даниэль Маркс стали бригадными генералами. 31 декабря во главе «Адской бригады» был поставлен Виктор Латур-Мобур (38 лет), ранее командовавший драгунами. 
3 февраля бригада сражалась при Бергфриде. 4 февраля ударом пики во время атаки своего полка в сражении при Вальтерсдорфе ранен полковник Дери. 5 февраля Латур-Мобур был ранен пулей в левую руку в бою при Деппене. В сражении при Эйлау бригада действовала на крайнем левом фланге Великой Армии позади дивизии Леваля, и предприняла огромное количество атак. Гусары вели непрерывный бой до поздней ночи, и в результате понесли огромные потери. К примеру в 5-м на начало кампании значилось 647 сабель, а к концу сражения это число падает до 293. 24 февраля у городка Фрайденберга, который находится недалеко от реки Прегель, отряд 5-го гусарского под началом младшего лейтенанта Ришардо принял неравный бой с казаками, и потерял 54 человека, из которых 37 попали в плен.

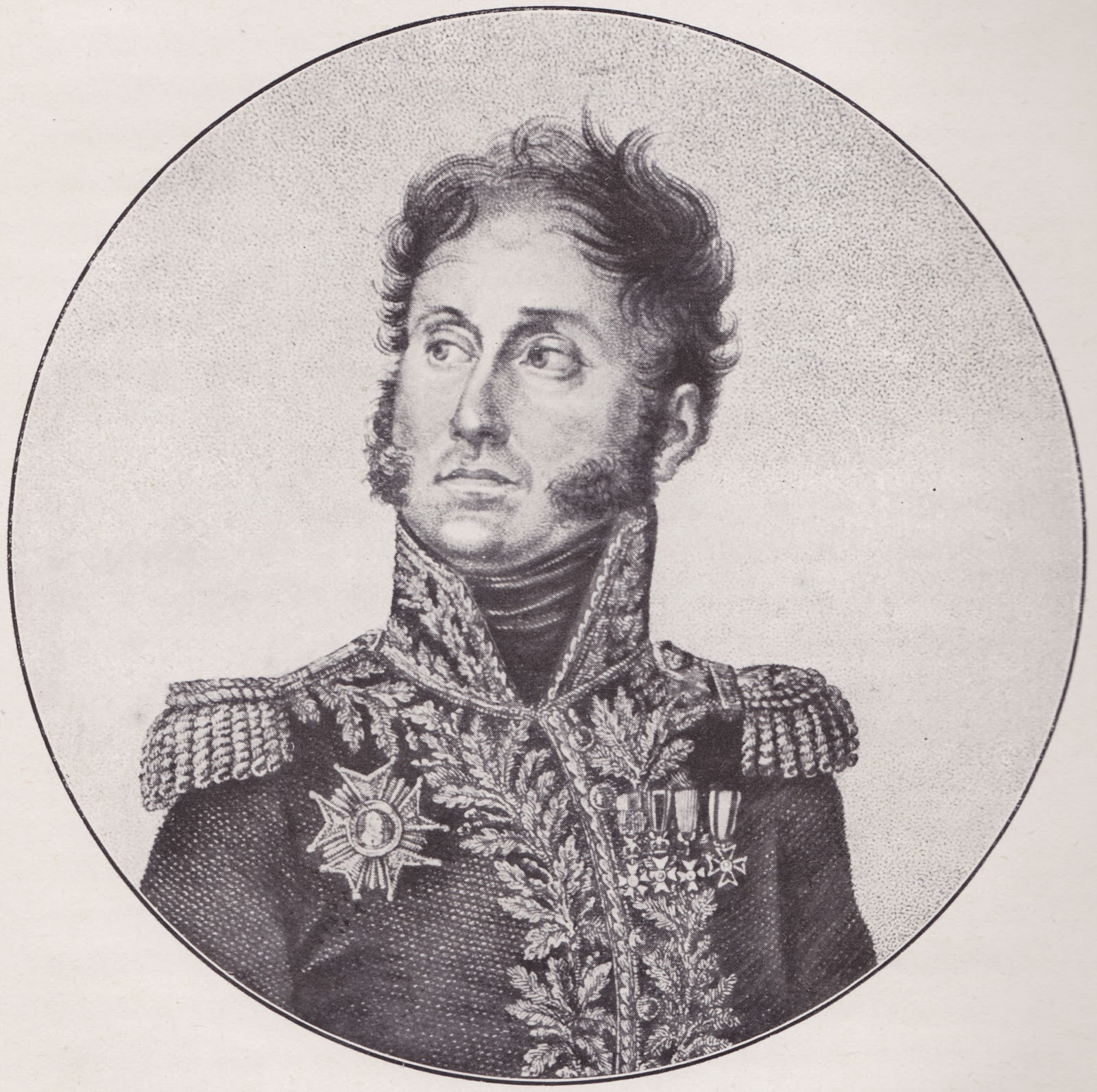
Клод Пажоль.

28 марта к бригаде был добавлен 3-й конно-егерский полк, только что прибывший в Польшу из Италии. В апреле-мае бригада принимала участие в осаде Данцига. 8 мая Наполеон устроил смотр кавалеристам в Эльбинге. 14 мая Латур-Мобур был произведён в дивизионные генералы, и возглавил 1-ю драгунскую дивизию, а его место занял бригадный генерал Клод Пажоль (35 лет), только прибывший из Италии. С 6 по 8 июня бригада сражалась в авангарде французских войск у Гуттштадта и Деппена. 10 числа бригада отличилась при Гейльсберге. В один из напряжённых моментов данного сражения Мюрат, совершивший несколько грубых просчётов на поле боя, подъехал к Дери, своему бывшему адъютанту, и отдал приказ: «Следуй за мной со своим полком и атакуй вон тех каналий» (Suis-moi avec ton régiment et chargeons cette canaille-là). 14 июня бригада была направлена к Кёнигсбергу, который заняла 15, после того, как его покинул прусский корпус Лестока. Затем гусары и конные егеря участвовали в преследовании разгромлённой русской армии, и 17 июня первыми на плечах врага ворвались в Тильзит, здесь же полковник Кольбер был трижды ранен казачьей пикой. 20 июня на Немане Пажоль встретил парламентёров от Багратиона с предложением Александра о мире.

### Австрийская кампания 1809 года
После заключения Тильзитского мира бригада покинула территорию Пруссии. 15 сентября 1807 года к ней был добавлен 11-й конно-егерский полк из расформированной бригады Ватье. С 1808 года люди Пажоля дислоцировались на аванпостах Рейнской армии в Богемии. 12 октября 1808 года 3-й конно-егерский изъят из состава бригады.
В апреле 1809 года фельдмаршал Беллегард передал Пажолю декларацию об объявлении войны. Бригада была вынуждена сдерживать натиск австрийских войск, давая время корпусу Даву собраться в Ингольштадте. С 30 марта действовала в составе дивизии Монбрена. Перейдя Дунай недалеко от Регенсбурга, 19 апреля Пажоль с 5-м и 7-м гусарскими разбил шеволежер барона Винсента и гусар Штипсица у Дюнцлинга и Пайзинга. Затем бригада сражалась 20 у Абенсберга, 21 у Ландсхута, 22 отличилась при Экмюле, 23 разбила и гнала улан Мерфельдта до стен Регенсбурга, где 24 апреля смогла захватить в плен 2000 человек. После взятия города, бригада преследовала войска эрцгерцога Карла по левому берегу Дуная, и заняла города Кам и Реген. 1 мая Монбрен устроил смотр подчинённым ему полкам. 20 вступила в Кремс, и получила приказ следить за Дунаем между Кремсом и Веной. Также в этот период Пажоль временно заменил Монбрена на посту командира дивизии, а 12-й конно-егерский из бригады Жакино поменялся местами с 7-м гусарским.
4 июля бригада прибыла на остров Лобау, 5 числа в 4 часа утра переправилась через Дунай, и выбила неприятеля из окрестностей Эсслинга, после чего заняла позиции при Нессельбахе на против деревни Мюхллайтен на самом крайнем правом фланге французских войск. 6 июля при Ваграме бригада вписала славную страницу в историю французской армии. Блестящие действия 5-го гусарского, 11-го и 12-го конно-егерских полков сыграли важную роль в разгроме левого крыла австрийской армии. Люди Пажоля оказали существенную поддержку пехоте Даву, не дав австрийской кавалерии подобраться к Дунаю, и проведя против неё множество великолепных атак. В один из моментов боя Пажоль с 11-м конно-егерским умелым манёвром отрезал и уничтожил целый драгунский полк. По окончании сражения бригада яростно и энергично преследовала разбитого врага: 7 сражалась при Корнойбурге, 9 при Холлабрунне, и 11 июля при Цнайме, где вновь первой получила от противника предложение о перемирии.

### Расформирование бригады
2 марта 1810 года Наполеон начал реорганизацию и расформирование частей, дислоцированных на территории Германии. Бригада получила приказ вернуться на территорию Франции, а 5-му гусарскому полковника Мёзьо помимо этого была поручена важная миссия сопровождать будущую супругу Императора Марию-Луизу в её поездке из Вены до Аугсбурга. Затем эстафету принял 12-й конно-егерский полковника Гюйона, который сопровождал эрцгерцогиню от Браунау до французской границы.
11 апреля генерал Пажоль получил разрешение выйти в отпуск, и возвращением бригады на родину руководил полковник 11-го конно-егерского Дезира. 17 мая бригаде был дан новый приказ собраться в Страсбурге до новых распоряжений. Однако уже 23 июня Наполеон по сути распустил бригаду, отдав приказ всем трём полкам вернуться в свои депо в департаменте Мёз: 11-му конно-егерскому направляться в Верден (фр. Verdun), 12-му конно-егерскому в Сен-Мийель (фр. Saint-Mihiel), а 5-му гусарскому в Стене (фр. Stenay). В тот же день Пажоль получил новое назначение, временно заменив генерала Жакино во главе бригады лёгкой кавалерии в составе войск Даву.

## Командиры бригады
- бригадный генерал Шарль Лассаль (20 сентября 1806 – 30 декабря 1806)
- бригадный генерал Виктор Латур-Мобур (31 декабря 1806 – 14 мая 1807)
- бригадный генерал Клод Пажоль (14 мая 1807 – 23 июня 1810)

## Подчинение и номер бригады
| бригада и номер              | дивизия                           | корпус               | армия          | дата             |
| ---------------------------- | --------------------------------- | -------------------- | -------------- | ---------------- |
| бригада лёгкой кавалерии     |                                   | резервная кавалерия  | Великая Армия  | 20 сентября 1806 |
| бригада лёгкой кавалерии     | дивизия лёгкой кавалерии Лассаля  | резервная кавалерия  | Великая Армия  | 30 декабря 1806  |
| бригада лёгкой кавалерии     | дивизия лёгкой кавалерии Лассаля  | 3-й армейский корпус | Великая Армия  | 12 июля 1807     |
| бригада лёгкой кавалерии     |                                   |                      | Рейнская армия | 15 октября 1808  |
| бригада лёгкой кавалерии     | дивизия лёгкой кавалерии Монбрена | 3-й армейский корпус | Армия Германии | 1 апреля 1809    |
| 5-я бригада лёгкой кавалерии | дивизия лёгкой кавалерии Монбрена | 3-й армейский корпус | Армия Германии | 21 июля 1809     |

## Кампании и сражения
Прусская кампания 1806 года
- Гера (11 октября 1806)
- Цеденик (26 октября 1806)
- Пренцлау (28 октября 1806)
- Штеттин (29 - 30 октября 1806)
- Кревиц (3 - 4 ноября 1806)
- Любек (5 - 7 ноября 1806)

Польская кампания 1806-07 годов
- Тыкоцин (25 декабря 1806)
- Голымин (26 декабря 1806)
- Ватердорф (4 февраля 1807)
- Либштадт (5 февраля 1807)
- Прейсиш-Эйлау (7 - 8 февраля 1807)
- Данциг (апрель - 24 мая 1807)
- Деппен (8 июня 1807)
- Гейльсберг (10 июня 1807)
- Кёнигсберг (15 июня 1807)
- Тильзит (18 июня 1807)

Австрийская кампания 1809 года
- Пайссинг (19 апреля 1809)
- Экмюль (21 - 22 апреля 1809)
- Регенсбург (23 апреля 1809)
- Ваграм (5 - 6 июля 1809)
- Холлабрунн (9 июля 1809)
- Цнайм (10 - 11 июля 1809)

## Состав бригады
5-й гусарский полк (фр. 5e régiment de hussards)
в составе бригады с 20 сентября 1806 года по 23 июня 1810 года.
командиры полка:
- полковник Франсуа Шварц (3 сентября 1799 — 30 декабря 1806)
- полковник Пьер Дери (30 декабря 1806 — 20 сентября 1809)
- полковник Клод Мёзьо (с 21 сентября 1809)

7-й гусарский полк (фр. 7e régiment de hussards)
в составе бригады с 20 сентября 1806 года по 21 мая 1809 года.
командиры полка:
- полковник Даниэль Маркс (21 августа 1803 — 30 декабря 1806)
- полковник Эдуар де Кольбер (30 декабря 1806 — 9 марта 1809)
- полковник Робер Кюстин (с 9 марта 1809)

3-й конно-егерский полк (фр. 3e régiment de chasseurs à cheval)
в составе бригады с 28 марта 1807 года по 12 октября 1808 года.
командиры полка:
- полковник Жермен Шарпантье[К 1]

11-й конно-егерский полк (фр. 11e régiment de chasseurs à cheval)
в составе бригады с 15 сентября 1807 года по 23 июня 1810 года.
командиры полка:
- полковник Шарль Жакино (13 января 1806 — 10 марта 1809)
- полковник Матьё Дезира (с 16 марта 1809)

12-й конно-егерский полк (фр. 12e régiment de chasseurs à cheval)
в составе бригады с 14 мая 1809 года по 23 июня 1810 года.
командиры полка:
- полковник Клод Гюйон[К 2]

## Организация и численность бригады по датам
На 20 сентября 1806 года:
- командир бригады — бригадный генерал Шарль Лассаль
- адъютант командира бригады — командир эскадрона Эктор Терон
  - 5-й гусарский полк (3 эскадрона, 614 человек, командир — полковник Франсуа Шварц)
  - 7-й гусарский полк (3 эскадрона, 634 человека, командир — полковник Даниэль Маркс)
    - Всего: 6 эскадронов, 1250 человек[13].

На 10 июня 1807 года:
- командир бригады — бригадный генерал Клод Пажоль
  - 5-й гусарский полк (3 эскадрона, 427 человек, командир — полковник Пьер Дери)
  - 7-й гусарский полк (3 эскадрона, 478 человек, командир — полковник Эдуар де Кольбер)
  - 3-й конно-егерский полк (3 эскадрона, 251 человек, командир — полковник Жермен Шарпантье)
    - Всего: 9 эскадронов, около 1200 человек[14][15].

На 5 июля 1809 года:
- командир бригады — бригадный генерал Клод Пажоль
- адъютанты командира бригады — командир эскадрона Эдм Вериньи, лейтенант Пьер Добентон
- начальник штаба бригады – полковник штаба Ноэль Пети-Прессиньи
  - 5-й гусарский полк (3 эскадрона, 681 человек, командир — полковник Пьер Дери)
  - 11-й конно-егерский полк (4 эскадрона, 691 человек, командир — полковник Матьё Дезира)
  - 12-й конно-егерский полк (3 эскадрона, 718 человек, командир — полковник Клод Гюйон)
    - Всего: 10 эскадронов, около 2100 человек[16].

## Награждённые

### Комманданы ордена Почётного легиона
- Виктор Латур-Мобур, 14 мая 1807 — бригадный генерал, командир бригады
- Клод Пажоль, 25 апреля 1809 — бригадный генерал, командир бригады

### Офицеры ордена Почётного легиона
- Клод Буасселье, 10 мая 1807 — капитан 7-го гусарского
- Шарль-Андре Меда, 10 мая 1807 — командир эскадрона 7-го гусарского
- Пьер Дери, 14 мая 1807 — полковник, командир 5-го гусарского
- Эдуар де Кольбер, 14 мая 1807 — полковник, командир 7-го гусарского
- Жан Домон, 3 июля 1807 — майор 7-го гусарского
- Матьё Дезира, 10 июня 1809 — полковник, командир 11-го конно-егерского
- Жан-Батист Жакино, 10 июня 1809 — командир эскадрона 11-го конно-егерского[17]
- Огюст Деливремон, 10 июня 1809 — командир эскадрона 12-го конно-егерского[18]
- Жан-Пьер Сибле, 15 июня 1809 — капитан 12-го конно-егерского[19]
- Жозеф Бру, 17 июля 1809 — капитан 12-го конно-егерского[20]
- Клод Мёзьо, 17 июля 1809 — командир эскадрона 11-го конно-егерского
- Ипполит д’Эпиншаль, 17 июля 1809 — капитан 5-го гусарского[21]

### Кавалеры баварского ордена Льва
- Клод Пажоль, 29 июня 1807 — бригадный генерал, командир бригады

### Кавалеры баварского воен. ордена Максимилиана Иосифа
- Клод Пажоль, 24 июля 1807 — бригадный генерал, командир бригады

### Кавалеры вюртембергского ордена Воинской Доблести
- Пьер Дери, 29 июня 1807 — полковник, командир 5-го гусарского

### Комментарии
1. ↑  Командовал 3-м полком весь период пребывания в составе бригады
2. ↑  Командовал 12-м полком весь период пребывания в составе бригады